# Rhabdolichops stewarti
Rhabdolichops stewarti is een straalvinnige vissensoort uit de familie van de Amerikaanse mesalen (Sternopygidae). De wetenschappelijke naam van de soort is voor het eerst geldig gepubliceerd in 1986 door Lundberg & Mago-Leccia.